# Aurora Snow
Aurora Snow, nascuda Rebecca Claire Kensington, (Santa Maria, Califòrnia, 1981) és una actriu estatunidenca de cinema X i columnista.
L'any 2003 va guanyar el premi AVN Female Performer of the Year, l'any 2011 va entrar al Hall of Fame XRCO, i progressivament va abandonar el gonzo per dedicar-se a films més guionitzats i amb més possibilitats com a intèrpret dramàtica, però sempre dins el porno estatunidenc.
El setembre de 2013, Snow va escriure un article per a The Daily Beast titulat "Carta d'una estrella del porno al seu fill no nascut" en què anunciava que estava embarassada del seu primer fill i explicava com explicaria al seu fill la seva elecció de treballar a la indústria del porno un cop fos més gran. La carta es va fer viral ràpidament a Internet. Va donar a llum el seu fill el desembre de 2013. El seu pare va declarar que estava orgullós en descobrir la seva professió.